# Ростовая фигура

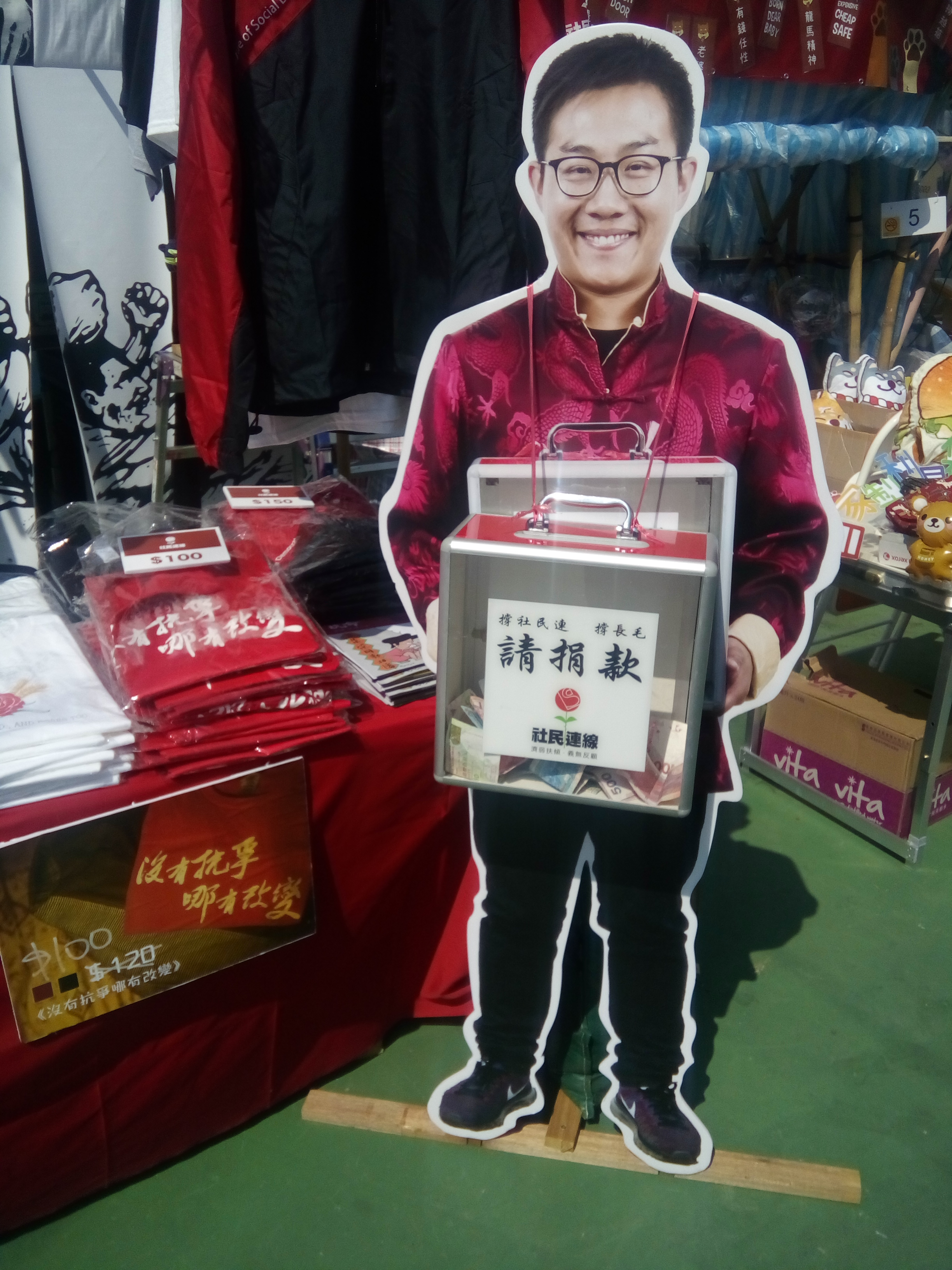
Ростовая фигура

Ростовая фигура — это разновидность POS-материала, представляющая собой рекламный носитель в виде жесткого фигурного плаката, отпечатанного непосредственно на самой конструкции, с обратной стороны которой расположена ножка, поддерживающая её в вертикальном положении.

## Характеристики

### Материалы, используемые для изготовления ростовых фигур
- Гофрокартон
- Пенокартон
- Пластик
- Сэндвич-панели
- Алюминиевый композитный материал

Размеры ростовых фигур, как правило, находятся в пределах человеческого роста — до двух метров. Опоры для устойчивости ростовых фигур в зависимости от материала и изображения бывают следующих типов:
- Ножка с ребром жесткости
- Поперечная ножка
- Ножка с использованием алюминиевых конструкций
- Ножка-утяжелитель (при использовании ростовой фигуры на улице)

## Классификация
- Односторонние ростовые фигуры
- Двухсторонние ростовые фигуры
- Уличные ростовые фигуры
- Для помещений и  внутренних интерьеров.

## История
Первые прототипы данных рекламный конструкций были примитивны из-за отсутствия технологий плоттерной резки и
представляли собой либо обрезанные вручную изображения людей на массивной деревянной стойке, либо нанесенные на высокие, в рост человека штендеры, изображения людей. Ростовая фигура обычно устанавливалась около баров или трактиров с названием такового и, как правило, несла на себе информацию о блюдах кухни и времени работы заведения. Ростовые фигуры применялись и на ярмарках и карнавалах.

## Примеры использования в наше время
Сейчас ростовая фигура используется в местах большого скопления людей: магазинах, витринах, на улицах и т. д. Так же ростовые фигуры могут быть использованы при проведении каких либо развлекательных или увеселительных мероприятий.